# Sinosauropterygidae
Sinosauropterygidae è una famiglia estinta di dinosauri teropodi coelurosauri principalmente noti dal biota di Jehol risalente al Cretaceo inferiore della Cina. Il gruppo contiene principalmente teropodi di piccola taglia originariamente classificati all'interno della famiglia Compsognathidae.

## Storia
Originariamente nominata nel 1996, questa famiglia è stata eretta come una famiglia monotipica contenente solo Sinosauropteryx. Sebbene in seguito si pensasse che fosse semplicemente un sinonimo della famiglia Compsognathidae, diversi ricercatori hanno successivamente sostenuto la presunta monofilia dei compsognatidi. Alcuni hanno recuperato i Compsognathidae come un gruppo parafiletico di teropodi coelurosauri, mentre altri l'hanno recuperato come un gruppo polifiletico e sostengono che alcune caratteristiche a sostegno della presunta monofilia di questa famiglia potrebbero essere ontogeneticamente variabili, poiché la maggior parte dei taxa assegnati ai Compsognathidae sono rappresentati da individui giovani. Qiu et al. (2025) sostennero la validità di Sinosauropterygidae nella loro descrizione della seconda specie di Sinosauropteryx e del nuovo genere sinosauropterygide Huadanosaurus.

## Classificazione
La famiglia Sinosauropterygidae venne originariamente inserita in Aves come una famiglia dell'ordine proposto Sinosauropterygiformes.[1] Qiu et al. (2025) hanno rivisto la definizione dei Sinosauropterygidae monofiletici all'interno di Coelurosauria come una famiglia contenente tutti i teropodi simili ai compsognatidi del biota di Jehol della Cina: Sinosauropteryx, Huadanosaurus, Huaxiagnathus e Sinocalliopteryx. Per testare questa ipotesi, Qiu et al. (2025) hanno utilizzato la matrice filogenetica "Ontogenetic State Partitioning" (OSP), di Andrea Cau, e la matrice più tradizionale di "Theropod Working Group" (TWiG). In tutte le loro analisi filogenetiche riprodotte di seguito, anche Mirischia, dal Brasile, è stata recuperata come membro di questa famiglia:
Topologia A: set di dati della OSP;
|  | Sinosauropteryx lingyuanensis |
|  |                               |
|  | Sinosauropteryx prima         |
|  |                               |

|  | Huadanosaurus sinensis                                                           |
|  |                                                                                  |
|  | \| \| Mirischia asymmetrica \| \| \| \| \| \| Sinocalliopteryx gigas \| \| \| \| |
|  |                                                                                  |
|  | Mirischia asymmetrica                                                            |
|  |                                                                                  |
|  | Sinocalliopteryx gigas                                                           |
|  |                                                                                  |

|  | Mirischia asymmetrica  |
|  |                        |
|  | Sinocalliopteryx gigas |
|  |                        |

|  | Huadanosaurus sinensis                                                           |
|  |                                                                                  |
|  | \| \| Mirischia asymmetrica \| \| \| \| \| \| Sinocalliopteryx gigas \| \| \| \| |
|  |                                                                                  |
|  | Mirischia asymmetrica                                                            |
|  |                                                                                  |
|  | Sinocalliopteryx gigas                                                           |
|  |                                                                                  |

|  | Mirischia asymmetrica  |
|  |                        |
|  | Sinocalliopteryx gigas |
|  |                        |

|  | Sinosauropteryx lingyuanensis |
|  |                               |
|  | Sinosauropteryx prima         |
|  |                               |

|  | Huadanosaurus sinensis                                                           |
|  |                                                                                  |
|  | \| \| Mirischia asymmetrica \| \| \| \| \| \| Sinocalliopteryx gigas \| \| \| \| |
|  |                                                                                  |
|  | Mirischia asymmetrica                                                            |
|  |                                                                                  |
|  | Sinocalliopteryx gigas                                                           |
|  |                                                                                  |

|  | Mirischia asymmetrica  |
|  |                        |
|  | Sinocalliopteryx gigas |
|  |                        |

|  | Huadanosaurus sinensis                                                           |
|  |                                                                                  |
|  | \| \| Mirischia asymmetrica \| \| \| \| \| \| Sinocalliopteryx gigas \| \| \| \| |
|  |                                                                                  |
|  | Mirischia asymmetrica                                                            |
|  |                                                                                  |
|  | Sinocalliopteryx gigas                                                           |
|  |                                                                                  |

|  | Mirischia asymmetrica  |
|  |                        |
|  | Sinocalliopteryx gigas |
|  |                        |

|  | Tyrannosauroidea |
|  |                  |
|  | Maniraptora      |
|  |                  |

|  | Sinosauropteryx lingyuanensis |
|  |                               |
|  | Sinosauropteryx prima         |
|  |                               |

|  | Huadanosaurus sinensis                                                           |
|  |                                                                                  |
|  | \| \| Mirischia asymmetrica \| \| \| \| \| \| Sinocalliopteryx gigas \| \| \| \| |
|  |                                                                                  |
|  | Mirischia asymmetrica                                                            |
|  |                                                                                  |
|  | Sinocalliopteryx gigas                                                           |
|  |                                                                                  |

|  | Mirischia asymmetrica  |
|  |                        |
|  | Sinocalliopteryx gigas |
|  |                        |

|  | Huadanosaurus sinensis                                                           |
|  |                                                                                  |
|  | \| \| Mirischia asymmetrica \| \| \| \| \| \| Sinocalliopteryx gigas \| \| \| \| |
|  |                                                                                  |
|  | Mirischia asymmetrica                                                            |
|  |                                                                                  |
|  | Sinocalliopteryx gigas                                                           |
|  |                                                                                  |

|  | Mirischia asymmetrica  |
|  |                        |
|  | Sinocalliopteryx gigas |
|  |                        |

|  | Sinosauropteryx lingyuanensis |
|  |                               |
|  | Sinosauropteryx prima         |
|  |                               |

|  | Huadanosaurus sinensis                                                           |
|  |                                                                                  |
|  | \| \| Mirischia asymmetrica \| \| \| \| \| \| Sinocalliopteryx gigas \| \| \| \| |
|  |                                                                                  |
|  | Mirischia asymmetrica                                                            |
|  |                                                                                  |
|  | Sinocalliopteryx gigas                                                           |
|  |                                                                                  |

|  | Mirischia asymmetrica  |
|  |                        |
|  | Sinocalliopteryx gigas |
|  |                        |

|  | Huadanosaurus sinensis                                                           |
|  |                                                                                  |
|  | \| \| Mirischia asymmetrica \| \| \| \| \| \| Sinocalliopteryx gigas \| \| \| \| |
|  |                                                                                  |
|  | Mirischia asymmetrica                                                            |
|  |                                                                                  |
|  | Sinocalliopteryx gigas                                                           |
|  |                                                                                  |

|  | Mirischia asymmetrica  |
|  |                        |
|  | Sinocalliopteryx gigas |
|  |                        |

|  | Tyrannosauroidea |
|  |                  |
|  | Maniraptora      |
|  |                  |

Topologia B: set di dati della TWiG;
|  | Mirischia asymmetrica                                                               |
|  |                                                                                     |
|  | \| \| Huaxiagnathus orientalis \| \| \| \| \| \| Sinocalliopteryx gigas \| \| \| \| |
|  |                                                                                     |
|  | Huaxiagnathus orientalis                                                            |
|  |                                                                                     |
|  | Sinocalliopteryx gigas                                                              |
|  |                                                                                     |

|  | Huaxiagnathus orientalis |
|  |                          |
|  | Sinocalliopteryx gigas   |
|  |                          |

|  | Compsognathus longipes                                                                  |
|  |                                                                                         |
|  | \| \| Sinosauropteryx lingyuanensis \| \| \| \| \| \| Sinosauropteryx prima \| \| \| \| |
|  |                                                                                         |
|  | Sinosauropteryx lingyuanensis                                                           |
|  |                                                                                         |
|  | Sinosauropteryx prima                                                                   |
|  |                                                                                         |

|  | Sinosauropteryx lingyuanensis |
|  |                               |
|  | Sinosauropteryx prima         |
|  |                               |

|  | Compsognathus longipes                                                                  |
|  |                                                                                         |
|  | \| \| Sinosauropteryx lingyuanensis \| \| \| \| \| \| Sinosauropteryx prima \| \| \| \| |
|  |                                                                                         |
|  | Sinosauropteryx lingyuanensis                                                           |
|  |                                                                                         |
|  | Sinosauropteryx prima                                                                   |
|  |                                                                                         |

|  | Sinosauropteryx lingyuanensis |
|  |                               |
|  | Sinosauropteryx prima         |
|  |                               |

|  | Compsognathus longipes                                                                  |
|  |                                                                                         |
|  | \| \| Sinosauropteryx lingyuanensis \| \| \| \| \| \| Sinosauropteryx prima \| \| \| \| |
|  |                                                                                         |
|  | Sinosauropteryx lingyuanensis                                                           |
|  |                                                                                         |
|  | Sinosauropteryx prima                                                                   |
|  |                                                                                         |

|  | Sinosauropteryx lingyuanensis |
|  |                               |
|  | Sinosauropteryx prima         |
|  |                               |

|  | Compsognathus longipes                                                                  |
|  |                                                                                         |
|  | \| \| Sinosauropteryx lingyuanensis \| \| \| \| \| \| Sinosauropteryx prima \| \| \| \| |
|  |                                                                                         |
|  | Sinosauropteryx lingyuanensis                                                           |
|  |                                                                                         |
|  | Sinosauropteryx prima                                                                   |
|  |                                                                                         |

|  | Sinosauropteryx lingyuanensis |
|  |                               |
|  | Sinosauropteryx prima         |
|  |                               |

|  | Mirischia asymmetrica                                                               |
|  |                                                                                     |
|  | \| \| Huaxiagnathus orientalis \| \| \| \| \| \| Sinocalliopteryx gigas \| \| \| \| |
|  |                                                                                     |
|  | Huaxiagnathus orientalis                                                            |
|  |                                                                                     |
|  | Sinocalliopteryx gigas                                                              |
|  |                                                                                     |

|  | Huaxiagnathus orientalis |
|  |                          |
|  | Sinocalliopteryx gigas   |
|  |                          |

|  | Compsognathus longipes                                                                  |
|  |                                                                                         |
|  | \| \| Sinosauropteryx lingyuanensis \| \| \| \| \| \| Sinosauropteryx prima \| \| \| \| |
|  |                                                                                         |
|  | Sinosauropteryx lingyuanensis                                                           |
|  |                                                                                         |
|  | Sinosauropteryx prima                                                                   |
|  |                                                                                         |

|  | Sinosauropteryx lingyuanensis |
|  |                               |
|  | Sinosauropteryx prima         |
|  |                               |

|  | Compsognathus longipes                                                                  |
|  |                                                                                         |
|  | \| \| Sinosauropteryx lingyuanensis \| \| \| \| \| \| Sinosauropteryx prima \| \| \| \| |
|  |                                                                                         |
|  | Sinosauropteryx lingyuanensis                                                           |
|  |                                                                                         |
|  | Sinosauropteryx prima                                                                   |
|  |                                                                                         |

|  | Sinosauropteryx lingyuanensis |
|  |                               |
|  | Sinosauropteryx prima         |
|  |                               |

|  | Compsognathus longipes                                                                  |
|  |                                                                                         |
|  | \| \| Sinosauropteryx lingyuanensis \| \| \| \| \| \| Sinosauropteryx prima \| \| \| \| |
|  |                                                                                         |
|  | Sinosauropteryx lingyuanensis                                                           |
|  |                                                                                         |
|  | Sinosauropteryx prima                                                                   |
|  |                                                                                         |

|  | Sinosauropteryx lingyuanensis |
|  |                               |
|  | Sinosauropteryx prima         |
|  |                               |

|  | Compsognathus longipes                                                                  |
|  |                                                                                         |
|  | \| \| Sinosauropteryx lingyuanensis \| \| \| \| \| \| Sinosauropteryx prima \| \| \| \| |
|  |                                                                                         |
|  | Sinosauropteryx lingyuanensis                                                           |
|  |                                                                                         |
|  | Sinosauropteryx prima                                                                   |
|  |                                                                                         |

|  | Sinosauropteryx lingyuanensis |
|  |                               |
|  | Sinosauropteryx prima         |
|  |                               |

|  | \| \| Ornithomimosauria \| \| \| \| \| \| Maniraptora \| \| \| \| |
|  |                                                                   |
|  | Ornithomimosauria                                                 |
|  |                                                                   |
|  | Maniraptora                                                       |
|  |                                                                   |

|  | Ornithomimosauria |
|  |                   |
|  | Maniraptora       |
|  |                   |

|  | Mirischia asymmetrica                                                               |
|  |                                                                                     |
|  | \| \| Huaxiagnathus orientalis \| \| \| \| \| \| Sinocalliopteryx gigas \| \| \| \| |
|  |                                                                                     |
|  | Huaxiagnathus orientalis                                                            |
|  |                                                                                     |
|  | Sinocalliopteryx gigas                                                              |
|  |                                                                                     |

|  | Huaxiagnathus orientalis |
|  |                          |
|  | Sinocalliopteryx gigas   |
|  |                          |

|  | Compsognathus longipes                                                                  |
|  |                                                                                         |
|  | \| \| Sinosauropteryx lingyuanensis \| \| \| \| \| \| Sinosauropteryx prima \| \| \| \| |
|  |                                                                                         |
|  | Sinosauropteryx lingyuanensis                                                           |
|  |                                                                                         |
|  | Sinosauropteryx prima                                                                   |
|  |                                                                                         |

|  | Sinosauropteryx lingyuanensis |
|  |                               |
|  | Sinosauropteryx prima         |
|  |                               |

|  | Compsognathus longipes                                                                  |
|  |                                                                                         |
|  | \| \| Sinosauropteryx lingyuanensis \| \| \| \| \| \| Sinosauropteryx prima \| \| \| \| |
|  |                                                                                         |
|  | Sinosauropteryx lingyuanensis                                                           |
|  |                                                                                         |
|  | Sinosauropteryx prima                                                                   |
|  |                                                                                         |

|  | Sinosauropteryx lingyuanensis |
|  |                               |
|  | Sinosauropteryx prima         |
|  |                               |

|  | Compsognathus longipes                                                                  |
|  |                                                                                         |
|  | \| \| Sinosauropteryx lingyuanensis \| \| \| \| \| \| Sinosauropteryx prima \| \| \| \| |
|  |                                                                                         |
|  | Sinosauropteryx lingyuanensis                                                           |
|  |                                                                                         |
|  | Sinosauropteryx prima                                                                   |
|  |                                                                                         |

|  | Sinosauropteryx lingyuanensis |
|  |                               |
|  | Sinosauropteryx prima         |
|  |                               |

|  | Compsognathus longipes                                                                  |
|  |                                                                                         |
|  | \| \| Sinosauropteryx lingyuanensis \| \| \| \| \| \| Sinosauropteryx prima \| \| \| \| |
|  |                                                                                         |
|  | Sinosauropteryx lingyuanensis                                                           |
|  |                                                                                         |
|  | Sinosauropteryx prima                                                                   |
|  |                                                                                         |

|  | Sinosauropteryx lingyuanensis |
|  |                               |
|  | Sinosauropteryx prima         |
|  |                               |

|  | Mirischia asymmetrica                                                               |
|  |                                                                                     |
|  | \| \| Huaxiagnathus orientalis \| \| \| \| \| \| Sinocalliopteryx gigas \| \| \| \| |
|  |                                                                                     |
|  | Huaxiagnathus orientalis                                                            |
|  |                                                                                     |
|  | Sinocalliopteryx gigas                                                              |
|  |                                                                                     |

|  | Huaxiagnathus orientalis |
|  |                          |
|  | Sinocalliopteryx gigas   |
|  |                          |

|  | Compsognathus longipes                                                                  |
|  |                                                                                         |
|  | \| \| Sinosauropteryx lingyuanensis \| \| \| \| \| \| Sinosauropteryx prima \| \| \| \| |
|  |                                                                                         |
|  | Sinosauropteryx lingyuanensis                                                           |
|  |                                                                                         |
|  | Sinosauropteryx prima                                                                   |
|  |                                                                                         |

|  | Sinosauropteryx lingyuanensis |
|  |                               |
|  | Sinosauropteryx prima         |
|  |                               |

|  | Compsognathus longipes                                                                  |
|  |                                                                                         |
|  | \| \| Sinosauropteryx lingyuanensis \| \| \| \| \| \| Sinosauropteryx prima \| \| \| \| |
|  |                                                                                         |
|  | Sinosauropteryx lingyuanensis                                                           |
|  |                                                                                         |
|  | Sinosauropteryx prima                                                                   |
|  |                                                                                         |

|  | Sinosauropteryx lingyuanensis |
|  |                               |
|  | Sinosauropteryx prima         |
|  |                               |

|  | Compsognathus longipes                                                                  |
|  |                                                                                         |
|  | \| \| Sinosauropteryx lingyuanensis \| \| \| \| \| \| Sinosauropteryx prima \| \| \| \| |
|  |                                                                                         |
|  | Sinosauropteryx lingyuanensis                                                           |
|  |                                                                                         |
|  | Sinosauropteryx prima                                                                   |
|  |                                                                                         |

|  | Sinosauropteryx lingyuanensis |
|  |                               |
|  | Sinosauropteryx prima         |
|  |                               |

|  | Compsognathus longipes                                                                  |
|  |                                                                                         |
|  | \| \| Sinosauropteryx lingyuanensis \| \| \| \| \| \| Sinosauropteryx prima \| \| \| \| |
|  |                                                                                         |
|  | Sinosauropteryx lingyuanensis                                                           |
|  |                                                                                         |
|  | Sinosauropteryx prima                                                                   |
|  |                                                                                         |

|  | Sinosauropteryx lingyuanensis |
|  |                               |
|  | Sinosauropteryx prima         |
|  |                               |

|  | \| \| Ornithomimosauria \| \| \| \| \| \| Maniraptora \| \| \| \| |
|  |                                                                   |
|  | Ornithomimosauria                                                 |
|  |                                                                   |
|  | Maniraptora                                                       |
|  |                                                                   |

|  | Ornithomimosauria |
|  |                   |
|  | Maniraptora       |
|  |                   |

|  | Mirischia asymmetrica                                                               |
|  |                                                                                     |
|  | \| \| Huaxiagnathus orientalis \| \| \| \| \| \| Sinocalliopteryx gigas \| \| \| \| |
|  |                                                                                     |
|  | Huaxiagnathus orientalis                                                            |
|  |                                                                                     |
|  | Sinocalliopteryx gigas                                                              |
|  |                                                                                     |

|  | Huaxiagnathus orientalis |
|  |                          |
|  | Sinocalliopteryx gigas   |
|  |                          |

|  | Compsognathus longipes                                                                  |
|  |                                                                                         |
|  | \| \| Sinosauropteryx lingyuanensis \| \| \| \| \| \| Sinosauropteryx prima \| \| \| \| |
|  |                                                                                         |
|  | Sinosauropteryx lingyuanensis                                                           |
|  |                                                                                         |
|  | Sinosauropteryx prima                                                                   |
|  |                                                                                         |

|  | Sinosauropteryx lingyuanensis |
|  |                               |
|  | Sinosauropteryx prima         |
|  |                               |

|  | Compsognathus longipes                                                                  |
|  |                                                                                         |
|  | \| \| Sinosauropteryx lingyuanensis \| \| \| \| \| \| Sinosauropteryx prima \| \| \| \| |
|  |                                                                                         |
|  | Sinosauropteryx lingyuanensis                                                           |
|  |                                                                                         |
|  | Sinosauropteryx prima                                                                   |
|  |                                                                                         |

|  | Sinosauropteryx lingyuanensis |
|  |                               |
|  | Sinosauropteryx prima         |
|  |                               |

|  | Compsognathus longipes                                                                  |
|  |                                                                                         |
|  | \| \| Sinosauropteryx lingyuanensis \| \| \| \| \| \| Sinosauropteryx prima \| \| \| \| |
|  |                                                                                         |
|  | Sinosauropteryx lingyuanensis                                                           |
|  |                                                                                         |
|  | Sinosauropteryx prima                                                                   |
|  |                                                                                         |

|  | Sinosauropteryx lingyuanensis |
|  |                               |
|  | Sinosauropteryx prima         |
|  |                               |

|  | Compsognathus longipes                                                                  |
|  |                                                                                         |
|  | \| \| Sinosauropteryx lingyuanensis \| \| \| \| \| \| Sinosauropteryx prima \| \| \| \| |
|  |                                                                                         |
|  | Sinosauropteryx lingyuanensis                                                           |
|  |                                                                                         |
|  | Sinosauropteryx prima                                                                   |
|  |                                                                                         |

|  | Sinosauropteryx lingyuanensis |
|  |                               |
|  | Sinosauropteryx prima         |
|  |                               |

|  | Mirischia asymmetrica                                                               |
|  |                                                                                     |
|  | \| \| Huaxiagnathus orientalis \| \| \| \| \| \| Sinocalliopteryx gigas \| \| \| \| |
|  |                                                                                     |
|  | Huaxiagnathus orientalis                                                            |
|  |                                                                                     |
|  | Sinocalliopteryx gigas                                                              |
|  |                                                                                     |

|  | Huaxiagnathus orientalis |
|  |                          |
|  | Sinocalliopteryx gigas   |
|  |                          |

|  | Compsognathus longipes                                                                  |
|  |                                                                                         |
|  | \| \| Sinosauropteryx lingyuanensis \| \| \| \| \| \| Sinosauropteryx prima \| \| \| \| |
|  |                                                                                         |
|  | Sinosauropteryx lingyuanensis                                                           |
|  |                                                                                         |
|  | Sinosauropteryx prima                                                                   |
|  |                                                                                         |

|  | Sinosauropteryx lingyuanensis |
|  |                               |
|  | Sinosauropteryx prima         |
|  |                               |

|  | Compsognathus longipes                                                                  |
|  |                                                                                         |
|  | \| \| Sinosauropteryx lingyuanensis \| \| \| \| \| \| Sinosauropteryx prima \| \| \| \| |
|  |                                                                                         |
|  | Sinosauropteryx lingyuanensis                                                           |
|  |                                                                                         |
|  | Sinosauropteryx prima                                                                   |
|  |                                                                                         |

|  | Sinosauropteryx lingyuanensis |
|  |                               |
|  | Sinosauropteryx prima         |
|  |                               |

|  | Compsognathus longipes                                                                  |
|  |                                                                                         |
|  | \| \| Sinosauropteryx lingyuanensis \| \| \| \| \| \| Sinosauropteryx prima \| \| \| \| |
|  |                                                                                         |
|  | Sinosauropteryx lingyuanensis                                                           |
|  |                                                                                         |
|  | Sinosauropteryx prima                                                                   |
|  |                                                                                         |

|  | Sinosauropteryx lingyuanensis |
|  |                               |
|  | Sinosauropteryx prima         |
|  |                               |

|  | Compsognathus longipes                                                                  |
|  |                                                                                         |
|  | \| \| Sinosauropteryx lingyuanensis \| \| \| \| \| \| Sinosauropteryx prima \| \| \| \| |
|  |                                                                                         |
|  | Sinosauropteryx lingyuanensis                                                           |
|  |                                                                                         |
|  | Sinosauropteryx prima                                                                   |
|  |                                                                                         |

|  | Sinosauropteryx lingyuanensis |
|  |                               |
|  | Sinosauropteryx prima         |
|  |                               |

|  | \| \| Ornithomimosauria \| \| \| \| \| \| Maniraptora \| \| \| \| |
|  |                                                                   |
|  | Ornithomimosauria                                                 |
|  |                                                                   |
|  | Maniraptora                                                       |
|  |                                                                   |

|  | Ornithomimosauria |
|  |                   |
|  | Maniraptora       |
|  |                   |

|  | Mirischia asymmetrica                                                               |
|  |                                                                                     |
|  | \| \| Huaxiagnathus orientalis \| \| \| \| \| \| Sinocalliopteryx gigas \| \| \| \| |
|  |                                                                                     |
|  | Huaxiagnathus orientalis                                                            |
|  |                                                                                     |
|  | Sinocalliopteryx gigas                                                              |
|  |                                                                                     |

|  | Huaxiagnathus orientalis |
|  |                          |
|  | Sinocalliopteryx gigas   |
|  |                          |

|  | Compsognathus longipes                                                                  |
|  |                                                                                         |
|  | \| \| Sinosauropteryx lingyuanensis \| \| \| \| \| \| Sinosauropteryx prima \| \| \| \| |
|  |                                                                                         |
|  | Sinosauropteryx lingyuanensis                                                           |
|  |                                                                                         |
|  | Sinosauropteryx prima                                                                   |
|  |                                                                                         |

|  | Sinosauropteryx lingyuanensis |
|  |                               |
|  | Sinosauropteryx prima         |
|  |                               |

|  | Compsognathus longipes                                                                  |
|  |                                                                                         |
|  | \| \| Sinosauropteryx lingyuanensis \| \| \| \| \| \| Sinosauropteryx prima \| \| \| \| |
|  |                                                                                         |
|  | Sinosauropteryx lingyuanensis                                                           |
|  |                                                                                         |
|  | Sinosauropteryx prima                                                                   |
|  |                                                                                         |

|  | Sinosauropteryx lingyuanensis |
|  |                               |
|  | Sinosauropteryx prima         |
|  |                               |

|  | Compsognathus longipes                                                                  |
|  |                                                                                         |
|  | \| \| Sinosauropteryx lingyuanensis \| \| \| \| \| \| Sinosauropteryx prima \| \| \| \| |
|  |                                                                                         |
|  | Sinosauropteryx lingyuanensis                                                           |
|  |                                                                                         |
|  | Sinosauropteryx prima                                                                   |
|  |                                                                                         |

|  | Sinosauropteryx lingyuanensis |
|  |                               |
|  | Sinosauropteryx prima         |
|  |                               |

|  | Compsognathus longipes                                                                  |
|  |                                                                                         |
|  | \| \| Sinosauropteryx lingyuanensis \| \| \| \| \| \| Sinosauropteryx prima \| \| \| \| |
|  |                                                                                         |
|  | Sinosauropteryx lingyuanensis                                                           |
|  |                                                                                         |
|  | Sinosauropteryx prima                                                                   |
|  |                                                                                         |

|  | Sinosauropteryx lingyuanensis |
|  |                               |
|  | Sinosauropteryx prima         |
|  |                               |

|  | Mirischia asymmetrica                                                               |
|  |                                                                                     |
|  | \| \| Huaxiagnathus orientalis \| \| \| \| \| \| Sinocalliopteryx gigas \| \| \| \| |
|  |                                                                                     |
|  | Huaxiagnathus orientalis                                                            |
|  |                                                                                     |
|  | Sinocalliopteryx gigas                                                              |
|  |                                                                                     |

|  | Huaxiagnathus orientalis |
|  |                          |
|  | Sinocalliopteryx gigas   |
|  |                          |

|  | Compsognathus longipes                                                                  |
|  |                                                                                         |
|  | \| \| Sinosauropteryx lingyuanensis \| \| \| \| \| \| Sinosauropteryx prima \| \| \| \| |
|  |                                                                                         |
|  | Sinosauropteryx lingyuanensis                                                           |
|  |                                                                                         |
|  | Sinosauropteryx prima                                                                   |
|  |                                                                                         |

|  | Sinosauropteryx lingyuanensis |
|  |                               |
|  | Sinosauropteryx prima         |
|  |                               |

|  | Compsognathus longipes                                                                  |
|  |                                                                                         |
|  | \| \| Sinosauropteryx lingyuanensis \| \| \| \| \| \| Sinosauropteryx prima \| \| \| \| |
|  |                                                                                         |
|  | Sinosauropteryx lingyuanensis                                                           |
|  |                                                                                         |
|  | Sinosauropteryx prima                                                                   |
|  |                                                                                         |

|  | Sinosauropteryx lingyuanensis |
|  |                               |
|  | Sinosauropteryx prima         |
|  |                               |

|  | Compsognathus longipes                                                                  |
|  |                                                                                         |
|  | \| \| Sinosauropteryx lingyuanensis \| \| \| \| \| \| Sinosauropteryx prima \| \| \| \| |
|  |                                                                                         |
|  | Sinosauropteryx lingyuanensis                                                           |
|  |                                                                                         |
|  | Sinosauropteryx prima                                                                   |
|  |                                                                                         |

|  | Sinosauropteryx lingyuanensis |
|  |                               |
|  | Sinosauropteryx prima         |
|  |                               |

|  | Compsognathus longipes                                                                  |
|  |                                                                                         |
|  | \| \| Sinosauropteryx lingyuanensis \| \| \| \| \| \| Sinosauropteryx prima \| \| \| \| |
|  |                                                                                         |
|  | Sinosauropteryx lingyuanensis                                                           |
|  |                                                                                         |
|  | Sinosauropteryx prima                                                                   |
|  |                                                                                         |

|  | Sinosauropteryx lingyuanensis |
|  |                               |
|  | Sinosauropteryx prima         |
|  |                               |

|  | \| \| Ornithomimosauria \| \| \| \| \| \| Maniraptora \| \| \| \| |
|  |                                                                   |
|  | Ornithomimosauria                                                 |
|  |                                                                   |
|  | Maniraptora                                                       |
|  |                                                                   |

|  | Ornithomimosauria |
|  |                   |
|  | Maniraptora       |
|  |                   |

|  | Mirischia asymmetrica                                                               |
|  |                                                                                     |
|  | \| \| Huaxiagnathus orientalis \| \| \| \| \| \| Sinocalliopteryx gigas \| \| \| \| |
|  |                                                                                     |
|  | Huaxiagnathus orientalis                                                            |
|  |                                                                                     |
|  | Sinocalliopteryx gigas                                                              |
|  |                                                                                     |

|  | Huaxiagnathus orientalis |
|  |                          |
|  | Sinocalliopteryx gigas   |
|  |                          |

|  | Compsognathus longipes                                                                  |
|  |                                                                                         |
|  | \| \| Sinosauropteryx lingyuanensis \| \| \| \| \| \| Sinosauropteryx prima \| \| \| \| |
|  |                                                                                         |
|  | Sinosauropteryx lingyuanensis                                                           |
|  |                                                                                         |
|  | Sinosauropteryx prima                                                                   |
|  |                                                                                         |

|  | Sinosauropteryx lingyuanensis |
|  |                               |
|  | Sinosauropteryx prima         |
|  |                               |

|  | Compsognathus longipes                                                                  |
|  |                                                                                         |
|  | \| \| Sinosauropteryx lingyuanensis \| \| \| \| \| \| Sinosauropteryx prima \| \| \| \| |
|  |                                                                                         |
|  | Sinosauropteryx lingyuanensis                                                           |
|  |                                                                                         |
|  | Sinosauropteryx prima                                                                   |
|  |                                                                                         |

|  | Sinosauropteryx lingyuanensis |
|  |                               |
|  | Sinosauropteryx prima         |
|  |                               |

|  | Compsognathus longipes                                                                  |
|  |                                                                                         |
|  | \| \| Sinosauropteryx lingyuanensis \| \| \| \| \| \| Sinosauropteryx prima \| \| \| \| |
|  |                                                                                         |
|  | Sinosauropteryx lingyuanensis                                                           |
|  |                                                                                         |
|  | Sinosauropteryx prima                                                                   |
|  |                                                                                         |

|  | Sinosauropteryx lingyuanensis |
|  |                               |
|  | Sinosauropteryx prima         |
|  |                               |

|  | Compsognathus longipes                                                                  |
|  |                                                                                         |
|  | \| \| Sinosauropteryx lingyuanensis \| \| \| \| \| \| Sinosauropteryx prima \| \| \| \| |
|  |                                                                                         |
|  | Sinosauropteryx lingyuanensis                                                           |
|  |                                                                                         |
|  | Sinosauropteryx prima                                                                   |
|  |                                                                                         |

|  | Sinosauropteryx lingyuanensis |
|  |                               |
|  | Sinosauropteryx prima         |
|  |                               |

|  | Mirischia asymmetrica                                                               |
|  |                                                                                     |
|  | \| \| Huaxiagnathus orientalis \| \| \| \| \| \| Sinocalliopteryx gigas \| \| \| \| |
|  |                                                                                     |
|  | Huaxiagnathus orientalis                                                            |
|  |                                                                                     |
|  | Sinocalliopteryx gigas                                                              |
|  |                                                                                     |

|  | Huaxiagnathus orientalis |
|  |                          |
|  | Sinocalliopteryx gigas   |
|  |                          |

|  | Compsognathus longipes                                                                  |
|  |                                                                                         |
|  | \| \| Sinosauropteryx lingyuanensis \| \| \| \| \| \| Sinosauropteryx prima \| \| \| \| |
|  |                                                                                         |
|  | Sinosauropteryx lingyuanensis                                                           |
|  |                                                                                         |
|  | Sinosauropteryx prima                                                                   |
|  |                                                                                         |

|  | Sinosauropteryx lingyuanensis |
|  |                               |
|  | Sinosauropteryx prima         |
|  |                               |

|  | Compsognathus longipes                                                                  |
|  |                                                                                         |
|  | \| \| Sinosauropteryx lingyuanensis \| \| \| \| \| \| Sinosauropteryx prima \| \| \| \| |
|  |                                                                                         |
|  | Sinosauropteryx lingyuanensis                                                           |
|  |                                                                                         |
|  | Sinosauropteryx prima                                                                   |
|  |                                                                                         |

|  | Sinosauropteryx lingyuanensis |
|  |                               |
|  | Sinosauropteryx prima         |
|  |                               |

|  | Compsognathus longipes                                                                  |
|  |                                                                                         |
|  | \| \| Sinosauropteryx lingyuanensis \| \| \| \| \| \| Sinosauropteryx prima \| \| \| \| |
|  |                                                                                         |
|  | Sinosauropteryx lingyuanensis                                                           |
|  |                                                                                         |
|  | Sinosauropteryx prima                                                                   |
|  |                                                                                         |

|  | Sinosauropteryx lingyuanensis |
|  |                               |
|  | Sinosauropteryx prima         |
|  |                               |

|  | Compsognathus longipes                                                                  |
|  |                                                                                         |
|  | \| \| Sinosauropteryx lingyuanensis \| \| \| \| \| \| Sinosauropteryx prima \| \| \| \| |
|  |                                                                                         |
|  | Sinosauropteryx lingyuanensis                                                           |
|  |                                                                                         |
|  | Sinosauropteryx prima                                                                   |
|  |                                                                                         |

|  | Sinosauropteryx lingyuanensis |
|  |                               |
|  | Sinosauropteryx prima         |
|  |                               |

|  | \| \| Ornithomimosauria \| \| \| \| \| \| Maniraptora \| \| \| \| |
|  |                                                                   |
|  | Ornithomimosauria                                                 |
|  |                                                                   |
|  | Maniraptora                                                       |
|  |                                                                   |

|  | Ornithomimosauria |
|  |                   |
|  | Maniraptora       |
|  |                   |

|  | Mirischia asymmetrica                                                               |
|  |                                                                                     |
|  | \| \| Huaxiagnathus orientalis \| \| \| \| \| \| Sinocalliopteryx gigas \| \| \| \| |
|  |                                                                                     |
|  | Huaxiagnathus orientalis                                                            |
|  |                                                                                     |
|  | Sinocalliopteryx gigas                                                              |
|  |                                                                                     |

|  | Huaxiagnathus orientalis |
|  |                          |
|  | Sinocalliopteryx gigas   |
|  |                          |

|  | Compsognathus longipes                                                                  |
|  |                                                                                         |
|  | \| \| Sinosauropteryx lingyuanensis \| \| \| \| \| \| Sinosauropteryx prima \| \| \| \| |
|  |                                                                                         |
|  | Sinosauropteryx lingyuanensis                                                           |
|  |                                                                                         |
|  | Sinosauropteryx prima                                                                   |
|  |                                                                                         |

|  | Sinosauropteryx lingyuanensis |
|  |                               |
|  | Sinosauropteryx prima         |
|  |                               |

|  | Compsognathus longipes                                                                  |
|  |                                                                                         |
|  | \| \| Sinosauropteryx lingyuanensis \| \| \| \| \| \| Sinosauropteryx prima \| \| \| \| |
|  |                                                                                         |
|  | Sinosauropteryx lingyuanensis                                                           |
|  |                                                                                         |
|  | Sinosauropteryx prima                                                                   |
|  |                                                                                         |

|  | Sinosauropteryx lingyuanensis |
|  |                               |
|  | Sinosauropteryx prima         |
|  |                               |

|  | Compsognathus longipes                                                                  |
|  |                                                                                         |
|  | \| \| Sinosauropteryx lingyuanensis \| \| \| \| \| \| Sinosauropteryx prima \| \| \| \| |
|  |                                                                                         |
|  | Sinosauropteryx lingyuanensis                                                           |
|  |                                                                                         |
|  | Sinosauropteryx prima                                                                   |
|  |                                                                                         |

|  | Sinosauropteryx lingyuanensis |
|  |                               |
|  | Sinosauropteryx prima         |
|  |                               |

|  | Compsognathus longipes                                                                  |
|  |                                                                                         |
|  | \| \| Sinosauropteryx lingyuanensis \| \| \| \| \| \| Sinosauropteryx prima \| \| \| \| |
|  |                                                                                         |
|  | Sinosauropteryx lingyuanensis                                                           |
|  |                                                                                         |
|  | Sinosauropteryx prima                                                                   |
|  |                                                                                         |

|  | Sinosauropteryx lingyuanensis |
|  |                               |
|  | Sinosauropteryx prima         |
|  |                               |

|  | Mirischia asymmetrica                                                               |
|  |                                                                                     |
|  | \| \| Huaxiagnathus orientalis \| \| \| \| \| \| Sinocalliopteryx gigas \| \| \| \| |
|  |                                                                                     |
|  | Huaxiagnathus orientalis                                                            |
|  |                                                                                     |
|  | Sinocalliopteryx gigas                                                              |
|  |                                                                                     |

|  | Huaxiagnathus orientalis |
|  |                          |
|  | Sinocalliopteryx gigas   |
|  |                          |

|  | Compsognathus longipes                                                                  |
|  |                                                                                         |
|  | \| \| Sinosauropteryx lingyuanensis \| \| \| \| \| \| Sinosauropteryx prima \| \| \| \| |
|  |                                                                                         |
|  | Sinosauropteryx lingyuanensis                                                           |
|  |                                                                                         |
|  | Sinosauropteryx prima                                                                   |
|  |                                                                                         |

|  | Sinosauropteryx lingyuanensis |
|  |                               |
|  | Sinosauropteryx prima         |
|  |                               |

|  | Compsognathus longipes                                                                  |
|  |                                                                                         |
|  | \| \| Sinosauropteryx lingyuanensis \| \| \| \| \| \| Sinosauropteryx prima \| \| \| \| |
|  |                                                                                         |
|  | Sinosauropteryx lingyuanensis                                                           |
|  |                                                                                         |
|  | Sinosauropteryx prima                                                                   |
|  |                                                                                         |

|  | Sinosauropteryx lingyuanensis |
|  |                               |
|  | Sinosauropteryx prima         |
|  |                               |

|  | Compsognathus longipes                                                                  |
|  |                                                                                         |
|  | \| \| Sinosauropteryx lingyuanensis \| \| \| \| \| \| Sinosauropteryx prima \| \| \| \| |
|  |                                                                                         |
|  | Sinosauropteryx lingyuanensis                                                           |
|  |                                                                                         |
|  | Sinosauropteryx prima                                                                   |
|  |                                                                                         |

|  | Sinosauropteryx lingyuanensis |
|  |                               |
|  | Sinosauropteryx prima         |
|  |                               |

|  | Compsognathus longipes                                                                  |
|  |                                                                                         |
|  | \| \| Sinosauropteryx lingyuanensis \| \| \| \| \| \| Sinosauropteryx prima \| \| \| \| |
|  |                                                                                         |
|  | Sinosauropteryx lingyuanensis                                                           |
|  |                                                                                         |
|  | Sinosauropteryx prima                                                                   |
|  |                                                                                         |

|  | Sinosauropteryx lingyuanensis |
|  |                               |
|  | Sinosauropteryx prima         |
|  |                               |

|  | \| \| Ornithomimosauria \| \| \| \| \| \| Maniraptora \| \| \| \| |
|  |                                                                   |
|  | Ornithomimosauria                                                 |
|  |                                                                   |
|  | Maniraptora                                                       |
|  |                                                                   |

|  | Ornithomimosauria |
|  |                   |
|  | Maniraptora       |
|  |                   |

|  | Mirischia asymmetrica                                                               |
|  |                                                                                     |
|  | \| \| Huaxiagnathus orientalis \| \| \| \| \| \| Sinocalliopteryx gigas \| \| \| \| |
|  |                                                                                     |
|  | Huaxiagnathus orientalis                                                            |
|  |                                                                                     |
|  | Sinocalliopteryx gigas                                                              |
|  |                                                                                     |

|  | Huaxiagnathus orientalis |
|  |                          |
|  | Sinocalliopteryx gigas   |
|  |                          |

|  | Compsognathus longipes                                                                  |
|  |                                                                                         |
|  | \| \| Sinosauropteryx lingyuanensis \| \| \| \| \| \| Sinosauropteryx prima \| \| \| \| |
|  |                                                                                         |
|  | Sinosauropteryx lingyuanensis                                                           |
|  |                                                                                         |
|  | Sinosauropteryx prima                                                                   |
|  |                                                                                         |

|  | Sinosauropteryx lingyuanensis |
|  |                               |
|  | Sinosauropteryx prima         |
|  |                               |

|  | Compsognathus longipes                                                                  |
|  |                                                                                         |
|  | \| \| Sinosauropteryx lingyuanensis \| \| \| \| \| \| Sinosauropteryx prima \| \| \| \| |
|  |                                                                                         |
|  | Sinosauropteryx lingyuanensis                                                           |
|  |                                                                                         |
|  | Sinosauropteryx prima                                                                   |
|  |                                                                                         |

|  | Sinosauropteryx lingyuanensis |
|  |                               |
|  | Sinosauropteryx prima         |
|  |                               |

|  | Compsognathus longipes                                                                  |
|  |                                                                                         |
|  | \| \| Sinosauropteryx lingyuanensis \| \| \| \| \| \| Sinosauropteryx prima \| \| \| \| |
|  |                                                                                         |
|  | Sinosauropteryx lingyuanensis                                                           |
|  |                                                                                         |
|  | Sinosauropteryx prima                                                                   |
|  |                                                                                         |

|  | Sinosauropteryx lingyuanensis |
|  |                               |
|  | Sinosauropteryx prima         |
|  |                               |

|  | Compsognathus longipes                                                                  |
|  |                                                                                         |
|  | \| \| Sinosauropteryx lingyuanensis \| \| \| \| \| \| Sinosauropteryx prima \| \| \| \| |
|  |                                                                                         |
|  | Sinosauropteryx lingyuanensis                                                           |
|  |                                                                                         |
|  | Sinosauropteryx prima                                                                   |
|  |                                                                                         |

|  | Sinosauropteryx lingyuanensis |
|  |                               |
|  | Sinosauropteryx prima         |
|  |                               |

|  | Mirischia asymmetrica                                                               |
|  |                                                                                     |
|  | \| \| Huaxiagnathus orientalis \| \| \| \| \| \| Sinocalliopteryx gigas \| \| \| \| |
|  |                                                                                     |
|  | Huaxiagnathus orientalis                                                            |
|  |                                                                                     |
|  | Sinocalliopteryx gigas                                                              |
|  |                                                                                     |

|  | Huaxiagnathus orientalis |
|  |                          |
|  | Sinocalliopteryx gigas   |
|  |                          |

|  | Compsognathus longipes                                                                  |
|  |                                                                                         |
|  | \| \| Sinosauropteryx lingyuanensis \| \| \| \| \| \| Sinosauropteryx prima \| \| \| \| |
|  |                                                                                         |
|  | Sinosauropteryx lingyuanensis                                                           |
|  |                                                                                         |
|  | Sinosauropteryx prima                                                                   |
|  |                                                                                         |

|  | Sinosauropteryx lingyuanensis |
|  |                               |
|  | Sinosauropteryx prima         |
|  |                               |

|  | Compsognathus longipes                                                                  |
|  |                                                                                         |
|  | \| \| Sinosauropteryx lingyuanensis \| \| \| \| \| \| Sinosauropteryx prima \| \| \| \| |
|  |                                                                                         |
|  | Sinosauropteryx lingyuanensis                                                           |
|  |                                                                                         |
|  | Sinosauropteryx prima                                                                   |
|  |                                                                                         |

|  | Sinosauropteryx lingyuanensis |
|  |                               |
|  | Sinosauropteryx prima         |
|  |                               |

|  | Compsognathus longipes                                                                  |
|  |                                                                                         |
|  | \| \| Sinosauropteryx lingyuanensis \| \| \| \| \| \| Sinosauropteryx prima \| \| \| \| |
|  |                                                                                         |
|  | Sinosauropteryx lingyuanensis                                                           |
|  |                                                                                         |
|  | Sinosauropteryx prima                                                                   |
|  |                                                                                         |

|  | Sinosauropteryx lingyuanensis |
|  |                               |
|  | Sinosauropteryx prima         |
|  |                               |

|  | Compsognathus longipes                                                                  |
|  |                                                                                         |
|  | \| \| Sinosauropteryx lingyuanensis \| \| \| \| \| \| Sinosauropteryx prima \| \| \| \| |
|  |                                                                                         |
|  | Sinosauropteryx lingyuanensis                                                           |
|  |                                                                                         |
|  | Sinosauropteryx prima                                                                   |
|  |                                                                                         |

|  | Sinosauropteryx lingyuanensis |
|  |                               |
|  | Sinosauropteryx prima         |
|  |                               |

|  | \| \| Ornithomimosauria \| \| \| \| \| \| Maniraptora \| \| \| \| |
|  |                                                                   |
|  | Ornithomimosauria                                                 |
|  |                                                                   |
|  | Maniraptora                                                       |
|  |                                                                   |

|  | Ornithomimosauria |
|  |                   |
|  | Maniraptora       |
|  |                   |

|  | Mirischia asymmetrica                                                               |
|  |                                                                                     |
|  | \| \| Huaxiagnathus orientalis \| \| \| \| \| \| Sinocalliopteryx gigas \| \| \| \| |
|  |                                                                                     |
|  | Huaxiagnathus orientalis                                                            |
|  |                                                                                     |
|  | Sinocalliopteryx gigas                                                              |
|  |                                                                                     |

|  | Huaxiagnathus orientalis |
|  |                          |
|  | Sinocalliopteryx gigas   |
|  |                          |

|  | Compsognathus longipes                                                                  |
|  |                                                                                         |
|  | \| \| Sinosauropteryx lingyuanensis \| \| \| \| \| \| Sinosauropteryx prima \| \| \| \| |
|  |                                                                                         |
|  | Sinosauropteryx lingyuanensis                                                           |
|  |                                                                                         |
|  | Sinosauropteryx prima                                                                   |
|  |                                                                                         |

|  | Sinosauropteryx lingyuanensis |
|  |                               |
|  | Sinosauropteryx prima         |
|  |                               |

|  | Compsognathus longipes                                                                  |
|  |                                                                                         |
|  | \| \| Sinosauropteryx lingyuanensis \| \| \| \| \| \| Sinosauropteryx prima \| \| \| \| |
|  |                                                                                         |
|  | Sinosauropteryx lingyuanensis                                                           |
|  |                                                                                         |
|  | Sinosauropteryx prima                                                                   |
|  |                                                                                         |

|  | Sinosauropteryx lingyuanensis |
|  |                               |
|  | Sinosauropteryx prima         |
|  |                               |

|  | Compsognathus longipes                                                                  |
|  |                                                                                         |
|  | \| \| Sinosauropteryx lingyuanensis \| \| \| \| \| \| Sinosauropteryx prima \| \| \| \| |
|  |                                                                                         |
|  | Sinosauropteryx lingyuanensis                                                           |
|  |                                                                                         |
|  | Sinosauropteryx prima                                                                   |
|  |                                                                                         |

|  | Sinosauropteryx lingyuanensis |
|  |                               |
|  | Sinosauropteryx prima         |
|  |                               |

|  | Compsognathus longipes                                                                  |
|  |                                                                                         |
|  | \| \| Sinosauropteryx lingyuanensis \| \| \| \| \| \| Sinosauropteryx prima \| \| \| \| |
|  |                                                                                         |
|  | Sinosauropteryx lingyuanensis                                                           |
|  |                                                                                         |
|  | Sinosauropteryx prima                                                                   |
|  |                                                                                         |

|  | Sinosauropteryx lingyuanensis |
|  |                               |
|  | Sinosauropteryx prima         |
|  |                               |

|  | Mirischia asymmetrica                                                               |
|  |                                                                                     |
|  | \| \| Huaxiagnathus orientalis \| \| \| \| \| \| Sinocalliopteryx gigas \| \| \| \| |
|  |                                                                                     |
|  | Huaxiagnathus orientalis                                                            |
|  |                                                                                     |
|  | Sinocalliopteryx gigas                                                              |
|  |                                                                                     |

|  | Huaxiagnathus orientalis |
|  |                          |
|  | Sinocalliopteryx gigas   |
|  |                          |

|  | Compsognathus longipes                                                                  |
|  |                                                                                         |
|  | \| \| Sinosauropteryx lingyuanensis \| \| \| \| \| \| Sinosauropteryx prima \| \| \| \| |
|  |                                                                                         |
|  | Sinosauropteryx lingyuanensis                                                           |
|  |                                                                                         |
|  | Sinosauropteryx prima                                                                   |
|  |                                                                                         |

|  | Sinosauropteryx lingyuanensis |
|  |                               |
|  | Sinosauropteryx prima         |
|  |                               |

|  | Compsognathus longipes                                                                  |
|  |                                                                                         |
|  | \| \| Sinosauropteryx lingyuanensis \| \| \| \| \| \| Sinosauropteryx prima \| \| \| \| |
|  |                                                                                         |
|  | Sinosauropteryx lingyuanensis                                                           |
|  |                                                                                         |
|  | Sinosauropteryx prima                                                                   |
|  |                                                                                         |

|  | Sinosauropteryx lingyuanensis |
|  |                               |
|  | Sinosauropteryx prima         |
|  |                               |

|  | Compsognathus longipes                                                                  |
|  |                                                                                         |
|  | \| \| Sinosauropteryx lingyuanensis \| \| \| \| \| \| Sinosauropteryx prima \| \| \| \| |
|  |                                                                                         |
|  | Sinosauropteryx lingyuanensis                                                           |
|  |                                                                                         |
|  | Sinosauropteryx prima                                                                   |
|  |                                                                                         |

|  | Sinosauropteryx lingyuanensis |
|  |                               |
|  | Sinosauropteryx prima         |
|  |                               |

|  | Compsognathus longipes                                                                  |
|  |                                                                                         |
|  | \| \| Sinosauropteryx lingyuanensis \| \| \| \| \| \| Sinosauropteryx prima \| \| \| \| |
|  |                                                                                         |
|  | Sinosauropteryx lingyuanensis                                                           |
|  |                                                                                         |
|  | Sinosauropteryx prima                                                                   |
|  |                                                                                         |

|  | Sinosauropteryx lingyuanensis |
|  |                               |
|  | Sinosauropteryx prima         |
|  |                               |

|  | \| \| Ornithomimosauria \| \| \| \| \| \| Maniraptora \| \| \| \| |
|  |                                                                   |
|  | Ornithomimosauria                                                 |
|  |                                                                   |
|  | Maniraptora                                                       |
|  |                                                                   |

|  | Ornithomimosauria |
|  |                   |
|  | Maniraptora       |
|  |                   |

|  | Mirischia asymmetrica                                                               |
|  |                                                                                     |
|  | \| \| Huaxiagnathus orientalis \| \| \| \| \| \| Sinocalliopteryx gigas \| \| \| \| |
|  |                                                                                     |
|  | Huaxiagnathus orientalis                                                            |
|  |                                                                                     |
|  | Sinocalliopteryx gigas                                                              |
|  |                                                                                     |

|  | Huaxiagnathus orientalis |
|  |                          |
|  | Sinocalliopteryx gigas   |
|  |                          |

|  | Compsognathus longipes                                                                  |
|  |                                                                                         |
|  | \| \| Sinosauropteryx lingyuanensis \| \| \| \| \| \| Sinosauropteryx prima \| \| \| \| |
|  |                                                                                         |
|  | Sinosauropteryx lingyuanensis                                                           |
|  |                                                                                         |
|  | Sinosauropteryx prima                                                                   |
|  |                                                                                         |

|  | Sinosauropteryx lingyuanensis |
|  |                               |
|  | Sinosauropteryx prima         |
|  |                               |

|  | Compsognathus longipes                                                                  |
|  |                                                                                         |
|  | \| \| Sinosauropteryx lingyuanensis \| \| \| \| \| \| Sinosauropteryx prima \| \| \| \| |
|  |                                                                                         |
|  | Sinosauropteryx lingyuanensis                                                           |
|  |                                                                                         |
|  | Sinosauropteryx prima                                                                   |
|  |                                                                                         |

|  | Sinosauropteryx lingyuanensis |
|  |                               |
|  | Sinosauropteryx prima         |
|  |                               |

|  | Compsognathus longipes                                                                  |
|  |                                                                                         |
|  | \| \| Sinosauropteryx lingyuanensis \| \| \| \| \| \| Sinosauropteryx prima \| \| \| \| |
|  |                                                                                         |
|  | Sinosauropteryx lingyuanensis                                                           |
|  |                                                                                         |
|  | Sinosauropteryx prima                                                                   |
|  |                                                                                         |

|  | Sinosauropteryx lingyuanensis |
|  |                               |
|  | Sinosauropteryx prima         |
|  |                               |

|  | Compsognathus longipes                                                                  |
|  |                                                                                         |
|  | \| \| Sinosauropteryx lingyuanensis \| \| \| \| \| \| Sinosauropteryx prima \| \| \| \| |
|  |                                                                                         |
|  | Sinosauropteryx lingyuanensis                                                           |
|  |                                                                                         |
|  | Sinosauropteryx prima                                                                   |
|  |                                                                                         |

|  | Sinosauropteryx lingyuanensis |
|  |                               |
|  | Sinosauropteryx prima         |
|  |                               |

|  | Mirischia asymmetrica                                                               |
|  |                                                                                     |
|  | \| \| Huaxiagnathus orientalis \| \| \| \| \| \| Sinocalliopteryx gigas \| \| \| \| |
|  |                                                                                     |
|  | Huaxiagnathus orientalis                                                            |
|  |                                                                                     |
|  | Sinocalliopteryx gigas                                                              |
|  |                                                                                     |

|  | Huaxiagnathus orientalis |
|  |                          |
|  | Sinocalliopteryx gigas   |
|  |                          |

|  | Compsognathus longipes                                                                  |
|  |                                                                                         |
|  | \| \| Sinosauropteryx lingyuanensis \| \| \| \| \| \| Sinosauropteryx prima \| \| \| \| |
|  |                                                                                         |
|  | Sinosauropteryx lingyuanensis                                                           |
|  |                                                                                         |
|  | Sinosauropteryx prima                                                                   |
|  |                                                                                         |

|  | Sinosauropteryx lingyuanensis |
|  |                               |
|  | Sinosauropteryx prima         |
|  |                               |

|  | Compsognathus longipes                                                                  |
|  |                                                                                         |
|  | \| \| Sinosauropteryx lingyuanensis \| \| \| \| \| \| Sinosauropteryx prima \| \| \| \| |
|  |                                                                                         |
|  | Sinosauropteryx lingyuanensis                                                           |
|  |                                                                                         |
|  | Sinosauropteryx prima                                                                   |
|  |                                                                                         |

|  | Sinosauropteryx lingyuanensis |
|  |                               |
|  | Sinosauropteryx prima         |
|  |                               |

|  | Compsognathus longipes                                                                  |
|  |                                                                                         |
|  | \| \| Sinosauropteryx lingyuanensis \| \| \| \| \| \| Sinosauropteryx prima \| \| \| \| |
|  |                                                                                         |
|  | Sinosauropteryx lingyuanensis                                                           |
|  |                                                                                         |
|  | Sinosauropteryx prima                                                                   |
|  |                                                                                         |

|  | Sinosauropteryx lingyuanensis |
|  |                               |
|  | Sinosauropteryx prima         |
|  |                               |

|  | Compsognathus longipes                                                                  |
|  |                                                                                         |
|  | \| \| Sinosauropteryx lingyuanensis \| \| \| \| \| \| Sinosauropteryx prima \| \| \| \| |
|  |                                                                                         |
|  | Sinosauropteryx lingyuanensis                                                           |
|  |                                                                                         |
|  | Sinosauropteryx prima                                                                   |
|  |                                                                                         |

|  | Sinosauropteryx lingyuanensis |
|  |                               |
|  | Sinosauropteryx prima         |
|  |                               |

|  | \| \| Ornithomimosauria \| \| \| \| \| \| Maniraptora \| \| \| \| |
|  |                                                                   |
|  | Ornithomimosauria                                                 |
|  |                                                                   |
|  | Maniraptora                                                       |
|  |                                                                   |

|  | Ornithomimosauria |
|  |                   |
|  | Maniraptora       |
|  |                   |

|  | Mirischia asymmetrica                                                               |
|  |                                                                                     |
|  | \| \| Huaxiagnathus orientalis \| \| \| \| \| \| Sinocalliopteryx gigas \| \| \| \| |
|  |                                                                                     |
|  | Huaxiagnathus orientalis                                                            |
|  |                                                                                     |
|  | Sinocalliopteryx gigas                                                              |
|  |                                                                                     |

|  | Huaxiagnathus orientalis |
|  |                          |
|  | Sinocalliopteryx gigas   |
|  |                          |

|  | Compsognathus longipes                                                                  |
|  |                                                                                         |
|  | \| \| Sinosauropteryx lingyuanensis \| \| \| \| \| \| Sinosauropteryx prima \| \| \| \| |
|  |                                                                                         |
|  | Sinosauropteryx lingyuanensis                                                           |
|  |                                                                                         |
|  | Sinosauropteryx prima                                                                   |
|  |                                                                                         |

|  | Sinosauropteryx lingyuanensis |
|  |                               |
|  | Sinosauropteryx prima         |
|  |                               |

|  | Compsognathus longipes                                                                  |
|  |                                                                                         |
|  | \| \| Sinosauropteryx lingyuanensis \| \| \| \| \| \| Sinosauropteryx prima \| \| \| \| |
|  |                                                                                         |
|  | Sinosauropteryx lingyuanensis                                                           |
|  |                                                                                         |
|  | Sinosauropteryx prima                                                                   |
|  |                                                                                         |

|  | Sinosauropteryx lingyuanensis |
|  |                               |
|  | Sinosauropteryx prima         |
|  |                               |

|  | Compsognathus longipes                                                                  |
|  |                                                                                         |
|  | \| \| Sinosauropteryx lingyuanensis \| \| \| \| \| \| Sinosauropteryx prima \| \| \| \| |
|  |                                                                                         |
|  | Sinosauropteryx lingyuanensis                                                           |
|  |                                                                                         |
|  | Sinosauropteryx prima                                                                   |
|  |                                                                                         |

|  | Sinosauropteryx lingyuanensis |
|  |                               |
|  | Sinosauropteryx prima         |
|  |                               |

|  | Compsognathus longipes                                                                  |
|  |                                                                                         |
|  | \| \| Sinosauropteryx lingyuanensis \| \| \| \| \| \| Sinosauropteryx prima \| \| \| \| |
|  |                                                                                         |
|  | Sinosauropteryx lingyuanensis                                                           |
|  |                                                                                         |
|  | Sinosauropteryx prima                                                                   |
|  |                                                                                         |

|  | Sinosauropteryx lingyuanensis |
|  |                               |
|  | Sinosauropteryx prima         |
|  |                               |

|  | Mirischia asymmetrica                                                               |
|  |                                                                                     |
|  | \| \| Huaxiagnathus orientalis \| \| \| \| \| \| Sinocalliopteryx gigas \| \| \| \| |
|  |                                                                                     |
|  | Huaxiagnathus orientalis                                                            |
|  |                                                                                     |
|  | Sinocalliopteryx gigas                                                              |
|  |                                                                                     |

|  | Huaxiagnathus orientalis |
|  |                          |
|  | Sinocalliopteryx gigas   |
|  |                          |

|  | Compsognathus longipes                                                                  |
|  |                                                                                         |
|  | \| \| Sinosauropteryx lingyuanensis \| \| \| \| \| \| Sinosauropteryx prima \| \| \| \| |
|  |                                                                                         |
|  | Sinosauropteryx lingyuanensis                                                           |
|  |                                                                                         |
|  | Sinosauropteryx prima                                                                   |
|  |                                                                                         |

|  | Sinosauropteryx lingyuanensis |
|  |                               |
|  | Sinosauropteryx prima         |
|  |                               |

|  | Compsognathus longipes                                                                  |
|  |                                                                                         |
|  | \| \| Sinosauropteryx lingyuanensis \| \| \| \| \| \| Sinosauropteryx prima \| \| \| \| |
|  |                                                                                         |
|  | Sinosauropteryx lingyuanensis                                                           |
|  |                                                                                         |
|  | Sinosauropteryx prima                                                                   |
|  |                                                                                         |

|  | Sinosauropteryx lingyuanensis |
|  |                               |
|  | Sinosauropteryx prima         |
|  |                               |

|  | Compsognathus longipes                                                                  |
|  |                                                                                         |
|  | \| \| Sinosauropteryx lingyuanensis \| \| \| \| \| \| Sinosauropteryx prima \| \| \| \| |
|  |                                                                                         |
|  | Sinosauropteryx lingyuanensis                                                           |
|  |                                                                                         |
|  | Sinosauropteryx prima                                                                   |
|  |                                                                                         |

|  | Sinosauropteryx lingyuanensis |
|  |                               |
|  | Sinosauropteryx prima         |
|  |                               |

|  | Compsognathus longipes                                                                  |
|  |                                                                                         |
|  | \| \| Sinosauropteryx lingyuanensis \| \| \| \| \| \| Sinosauropteryx prima \| \| \| \| |
|  |                                                                                         |
|  | Sinosauropteryx lingyuanensis                                                           |
|  |                                                                                         |
|  | Sinosauropteryx prima                                                                   |
|  |                                                                                         |

|  | Sinosauropteryx lingyuanensis |
|  |                               |
|  | Sinosauropteryx prima         |
|  |                               |

|  | \| \| Ornithomimosauria \| \| \| \| \| \| Maniraptora \| \| \| \| |
|  |                                                                   |
|  | Ornithomimosauria                                                 |
|  |                                                                   |
|  | Maniraptora                                                       |
|  |                                                                   |

|  | Ornithomimosauria |
|  |                   |
|  | Maniraptora       |
|  |                   |

|  | Mirischia asymmetrica                                                               |
|  |                                                                                     |
|  | \| \| Huaxiagnathus orientalis \| \| \| \| \| \| Sinocalliopteryx gigas \| \| \| \| |
|  |                                                                                     |
|  | Huaxiagnathus orientalis                                                            |
|  |                                                                                     |
|  | Sinocalliopteryx gigas                                                              |
|  |                                                                                     |

|  | Huaxiagnathus orientalis |
|  |                          |
|  | Sinocalliopteryx gigas   |
|  |                          |

|  | Compsognathus longipes                                                                  |
|  |                                                                                         |
|  | \| \| Sinosauropteryx lingyuanensis \| \| \| \| \| \| Sinosauropteryx prima \| \| \| \| |
|  |                                                                                         |
|  | Sinosauropteryx lingyuanensis                                                           |
|  |                                                                                         |
|  | Sinosauropteryx prima                                                                   |
|  |                                                                                         |

|  | Sinosauropteryx lingyuanensis |
|  |                               |
|  | Sinosauropteryx prima         |
|  |                               |

|  | Compsognathus longipes                                                                  |
|  |                                                                                         |
|  | \| \| Sinosauropteryx lingyuanensis \| \| \| \| \| \| Sinosauropteryx prima \| \| \| \| |
|  |                                                                                         |
|  | Sinosauropteryx lingyuanensis                                                           |
|  |                                                                                         |
|  | Sinosauropteryx prima                                                                   |
|  |                                                                                         |

|  | Sinosauropteryx lingyuanensis |
|  |                               |
|  | Sinosauropteryx prima         |
|  |                               |

|  | Compsognathus longipes                                                                  |
|  |                                                                                         |
|  | \| \| Sinosauropteryx lingyuanensis \| \| \| \| \| \| Sinosauropteryx prima \| \| \| \| |
|  |                                                                                         |
|  | Sinosauropteryx lingyuanensis                                                           |
|  |                                                                                         |
|  | Sinosauropteryx prima                                                                   |
|  |                                                                                         |

|  | Sinosauropteryx lingyuanensis |
|  |                               |
|  | Sinosauropteryx prima         |
|  |                               |

|  | Compsognathus longipes                                                                  |
|  |                                                                                         |
|  | \| \| Sinosauropteryx lingyuanensis \| \| \| \| \| \| Sinosauropteryx prima \| \| \| \| |
|  |                                                                                         |
|  | Sinosauropteryx lingyuanensis                                                           |
|  |                                                                                         |
|  | Sinosauropteryx prima                                                                   |
|  |                                                                                         |

|  | Sinosauropteryx lingyuanensis |
|  |                               |
|  | Sinosauropteryx prima         |
|  |                               |

|  | Mirischia asymmetrica                                                               |
|  |                                                                                     |
|  | \| \| Huaxiagnathus orientalis \| \| \| \| \| \| Sinocalliopteryx gigas \| \| \| \| |
|  |                                                                                     |
|  | Huaxiagnathus orientalis                                                            |
|  |                                                                                     |
|  | Sinocalliopteryx gigas                                                              |
|  |                                                                                     |

|  | Huaxiagnathus orientalis |
|  |                          |
|  | Sinocalliopteryx gigas   |
|  |                          |

|  | Compsognathus longipes                                                                  |
|  |                                                                                         |
|  | \| \| Sinosauropteryx lingyuanensis \| \| \| \| \| \| Sinosauropteryx prima \| \| \| \| |
|  |                                                                                         |
|  | Sinosauropteryx lingyuanensis                                                           |
|  |                                                                                         |
|  | Sinosauropteryx prima                                                                   |
|  |                                                                                         |

|  | Sinosauropteryx lingyuanensis |
|  |                               |
|  | Sinosauropteryx prima         |
|  |                               |

|  | Compsognathus longipes                                                                  |
|  |                                                                                         |
|  | \| \| Sinosauropteryx lingyuanensis \| \| \| \| \| \| Sinosauropteryx prima \| \| \| \| |
|  |                                                                                         |
|  | Sinosauropteryx lingyuanensis                                                           |
|  |                                                                                         |
|  | Sinosauropteryx prima                                                                   |
|  |                                                                                         |

|  | Sinosauropteryx lingyuanensis |
|  |                               |
|  | Sinosauropteryx prima         |
|  |                               |

|  | Compsognathus longipes                                                                  |
|  |                                                                                         |
|  | \| \| Sinosauropteryx lingyuanensis \| \| \| \| \| \| Sinosauropteryx prima \| \| \| \| |
|  |                                                                                         |
|  | Sinosauropteryx lingyuanensis                                                           |
|  |                                                                                         |
|  | Sinosauropteryx prima                                                                   |
|  |                                                                                         |

|  | Sinosauropteryx lingyuanensis |
|  |                               |
|  | Sinosauropteryx prima         |
|  |                               |

|  | Compsognathus longipes                                                                  |
|  |                                                                                         |
|  | \| \| Sinosauropteryx lingyuanensis \| \| \| \| \| \| Sinosauropteryx prima \| \| \| \| |
|  |                                                                                         |
|  | Sinosauropteryx lingyuanensis                                                           |
|  |                                                                                         |
|  | Sinosauropteryx prima                                                                   |
|  |                                                                                         |

|  | Sinosauropteryx lingyuanensis |
|  |                               |
|  | Sinosauropteryx prima         |
|  |                               |

|  | \| \| Ornithomimosauria \| \| \| \| \| \| Maniraptora \| \| \| \| |
|  |                                                                   |
|  | Ornithomimosauria                                                 |
|  |                                                                   |
|  | Maniraptora                                                       |
|  |                                                                   |

|  | Ornithomimosauria |
|  |                   |
|  | Maniraptora       |
|  |                   |

|  | Mirischia asymmetrica                                                               |
|  |                                                                                     |
|  | \| \| Huaxiagnathus orientalis \| \| \| \| \| \| Sinocalliopteryx gigas \| \| \| \| |
|  |                                                                                     |
|  | Huaxiagnathus orientalis                                                            |
|  |                                                                                     |
|  | Sinocalliopteryx gigas                                                              |
|  |                                                                                     |

|  | Huaxiagnathus orientalis |
|  |                          |
|  | Sinocalliopteryx gigas   |
|  |                          |

|  | Compsognathus longipes                                                                  |
|  |                                                                                         |
|  | \| \| Sinosauropteryx lingyuanensis \| \| \| \| \| \| Sinosauropteryx prima \| \| \| \| |
|  |                                                                                         |
|  | Sinosauropteryx lingyuanensis                                                           |
|  |                                                                                         |
|  | Sinosauropteryx prima                                                                   |
|  |                                                                                         |

|  | Sinosauropteryx lingyuanensis |
|  |                               |
|  | Sinosauropteryx prima         |
|  |                               |

|  | Compsognathus longipes                                                                  |
|  |                                                                                         |
|  | \| \| Sinosauropteryx lingyuanensis \| \| \| \| \| \| Sinosauropteryx prima \| \| \| \| |
|  |                                                                                         |
|  | Sinosauropteryx lingyuanensis                                                           |
|  |                                                                                         |
|  | Sinosauropteryx prima                                                                   |
|  |                                                                                         |

|  | Sinosauropteryx lingyuanensis |
|  |                               |
|  | Sinosauropteryx prima         |
|  |                               |

|  | Compsognathus longipes                                                                  |
|  |                                                                                         |
|  | \| \| Sinosauropteryx lingyuanensis \| \| \| \| \| \| Sinosauropteryx prima \| \| \| \| |
|  |                                                                                         |
|  | Sinosauropteryx lingyuanensis                                                           |
|  |                                                                                         |
|  | Sinosauropteryx prima                                                                   |
|  |                                                                                         |

|  | Sinosauropteryx lingyuanensis |
|  |                               |
|  | Sinosauropteryx prima         |
|  |                               |

|  | Compsognathus longipes                                                                  |
|  |                                                                                         |
|  | \| \| Sinosauropteryx lingyuanensis \| \| \| \| \| \| Sinosauropteryx prima \| \| \| \| |
|  |                                                                                         |
|  | Sinosauropteryx lingyuanensis                                                           |
|  |                                                                                         |
|  | Sinosauropteryx prima                                                                   |
|  |                                                                                         |

|  | Sinosauropteryx lingyuanensis |
|  |                               |
|  | Sinosauropteryx prima         |
|  |                               |

|  | Mirischia asymmetrica                                                               |
|  |                                                                                     |
|  | \| \| Huaxiagnathus orientalis \| \| \| \| \| \| Sinocalliopteryx gigas \| \| \| \| |
|  |                                                                                     |
|  | Huaxiagnathus orientalis                                                            |
|  |                                                                                     |
|  | Sinocalliopteryx gigas                                                              |
|  |                                                                                     |

|  | Huaxiagnathus orientalis |
|  |                          |
|  | Sinocalliopteryx gigas   |
|  |                          |

|  | Compsognathus longipes                                                                  |
|  |                                                                                         |
|  | \| \| Sinosauropteryx lingyuanensis \| \| \| \| \| \| Sinosauropteryx prima \| \| \| \| |
|  |                                                                                         |
|  | Sinosauropteryx lingyuanensis                                                           |
|  |                                                                                         |
|  | Sinosauropteryx prima                                                                   |
|  |                                                                                         |

|  | Sinosauropteryx lingyuanensis |
|  |                               |
|  | Sinosauropteryx prima         |
|  |                               |

|  | Compsognathus longipes                                                                  |
|  |                                                                                         |
|  | \| \| Sinosauropteryx lingyuanensis \| \| \| \| \| \| Sinosauropteryx prima \| \| \| \| |
|  |                                                                                         |
|  | Sinosauropteryx lingyuanensis                                                           |
|  |                                                                                         |
|  | Sinosauropteryx prima                                                                   |
|  |                                                                                         |

|  | Sinosauropteryx lingyuanensis |
|  |                               |
|  | Sinosauropteryx prima         |
|  |                               |

|  | Compsognathus longipes                                                                  |
|  |                                                                                         |
|  | \| \| Sinosauropteryx lingyuanensis \| \| \| \| \| \| Sinosauropteryx prima \| \| \| \| |
|  |                                                                                         |
|  | Sinosauropteryx lingyuanensis                                                           |
|  |                                                                                         |
|  | Sinosauropteryx prima                                                                   |
|  |                                                                                         |

|  | Sinosauropteryx lingyuanensis |
|  |                               |
|  | Sinosauropteryx prima         |
|  |                               |

|  | Compsognathus longipes                                                                  |
|  |                                                                                         |
|  | \| \| Sinosauropteryx lingyuanensis \| \| \| \| \| \| Sinosauropteryx prima \| \| \| \| |
|  |                                                                                         |
|  | Sinosauropteryx lingyuanensis                                                           |
|  |                                                                                         |
|  | Sinosauropteryx prima                                                                   |
|  |                                                                                         |

|  | Sinosauropteryx lingyuanensis |
|  |                               |
|  | Sinosauropteryx prima         |
|  |                               |

|  | \| \| Ornithomimosauria \| \| \| \| \| \| Maniraptora \| \| \| \| |
|  |                                                                   |
|  | Ornithomimosauria                                                 |
|  |                                                                   |
|  | Maniraptora                                                       |
|  |                                                                   |

|  | Ornithomimosauria |
|  |                   |
|  | Maniraptora       |
|  |                   |

|  | Mirischia asymmetrica                                                               |
|  |                                                                                     |
|  | \| \| Huaxiagnathus orientalis \| \| \| \| \| \| Sinocalliopteryx gigas \| \| \| \| |
|  |                                                                                     |
|  | Huaxiagnathus orientalis                                                            |
|  |                                                                                     |
|  | Sinocalliopteryx gigas                                                              |
|  |                                                                                     |

|  | Huaxiagnathus orientalis |
|  |                          |
|  | Sinocalliopteryx gigas   |
|  |                          |

|  | Compsognathus longipes                                                                  |
|  |                                                                                         |
|  | \| \| Sinosauropteryx lingyuanensis \| \| \| \| \| \| Sinosauropteryx prima \| \| \| \| |
|  |                                                                                         |
|  | Sinosauropteryx lingyuanensis                                                           |
|  |                                                                                         |
|  | Sinosauropteryx prima                                                                   |
|  |                                                                                         |

|  | Sinosauropteryx lingyuanensis |
|  |                               |
|  | Sinosauropteryx prima         |
|  |                               |

|  | Compsognathus longipes                                                                  |
|  |                                                                                         |
|  | \| \| Sinosauropteryx lingyuanensis \| \| \| \| \| \| Sinosauropteryx prima \| \| \| \| |
|  |                                                                                         |
|  | Sinosauropteryx lingyuanensis                                                           |
|  |                                                                                         |
|  | Sinosauropteryx prima                                                                   |
|  |                                                                                         |

|  | Sinosauropteryx lingyuanensis |
|  |                               |
|  | Sinosauropteryx prima         |
|  |                               |

|  | Compsognathus longipes                                                                  |
|  |                                                                                         |
|  | \| \| Sinosauropteryx lingyuanensis \| \| \| \| \| \| Sinosauropteryx prima \| \| \| \| |
|  |                                                                                         |
|  | Sinosauropteryx lingyuanensis                                                           |
|  |                                                                                         |
|  | Sinosauropteryx prima                                                                   |
|  |                                                                                         |

|  | Sinosauropteryx lingyuanensis |
|  |                               |
|  | Sinosauropteryx prima         |
|  |                               |

|  | Compsognathus longipes                                                                  |
|  |                                                                                         |
|  | \| \| Sinosauropteryx lingyuanensis \| \| \| \| \| \| Sinosauropteryx prima \| \| \| \| |
|  |                                                                                         |
|  | Sinosauropteryx lingyuanensis                                                           |
|  |                                                                                         |
|  | Sinosauropteryx prima                                                                   |
|  |                                                                                         |

|  | Sinosauropteryx lingyuanensis |
|  |                               |
|  | Sinosauropteryx prima         |
|  |                               |

|  | Mirischia asymmetrica                                                               |
|  |                                                                                     |
|  | \| \| Huaxiagnathus orientalis \| \| \| \| \| \| Sinocalliopteryx gigas \| \| \| \| |
|  |                                                                                     |
|  | Huaxiagnathus orientalis                                                            |
|  |                                                                                     |
|  | Sinocalliopteryx gigas                                                              |
|  |                                                                                     |

|  | Huaxiagnathus orientalis |
|  |                          |
|  | Sinocalliopteryx gigas   |
|  |                          |

|  | Compsognathus longipes                                                                  |
|  |                                                                                         |
|  | \| \| Sinosauropteryx lingyuanensis \| \| \| \| \| \| Sinosauropteryx prima \| \| \| \| |
|  |                                                                                         |
|  | Sinosauropteryx lingyuanensis                                                           |
|  |                                                                                         |
|  | Sinosauropteryx prima                                                                   |
|  |                                                                                         |

|  | Sinosauropteryx lingyuanensis |
|  |                               |
|  | Sinosauropteryx prima         |
|  |                               |

|  | Compsognathus longipes                                                                  |
|  |                                                                                         |
|  | \| \| Sinosauropteryx lingyuanensis \| \| \| \| \| \| Sinosauropteryx prima \| \| \| \| |
|  |                                                                                         |
|  | Sinosauropteryx lingyuanensis                                                           |
|  |                                                                                         |
|  | Sinosauropteryx prima                                                                   |
|  |                                                                                         |

|  | Sinosauropteryx lingyuanensis |
|  |                               |
|  | Sinosauropteryx prima         |
|  |                               |

|  | Compsognathus longipes                                                                  |
|  |                                                                                         |
|  | \| \| Sinosauropteryx lingyuanensis \| \| \| \| \| \| Sinosauropteryx prima \| \| \| \| |
|  |                                                                                         |
|  | Sinosauropteryx lingyuanensis                                                           |
|  |                                                                                         |
|  | Sinosauropteryx prima                                                                   |
|  |                                                                                         |

|  | Sinosauropteryx lingyuanensis |
|  |                               |
|  | Sinosauropteryx prima         |
|  |                               |

|  | Compsognathus longipes                                                                  |
|  |                                                                                         |
|  | \| \| Sinosauropteryx lingyuanensis \| \| \| \| \| \| Sinosauropteryx prima \| \| \| \| |
|  |                                                                                         |
|  | Sinosauropteryx lingyuanensis                                                           |
|  |                                                                                         |
|  | Sinosauropteryx prima                                                                   |
|  |                                                                                         |

|  | Sinosauropteryx lingyuanensis |
|  |                               |
|  | Sinosauropteryx prima         |
|  |                               |

|  | \| \| Ornithomimosauria \| \| \| \| \| \| Maniraptora \| \| \| \| |
|  |                                                                   |
|  | Ornithomimosauria                                                 |
|  |                                                                   |
|  | Maniraptora                                                       |
|  |                                                                   |

|  | Ornithomimosauria |
|  |                   |
|  | Maniraptora       |
|  |                   |

|  | Mirischia asymmetrica                                                               |
|  |                                                                                     |
|  | \| \| Huaxiagnathus orientalis \| \| \| \| \| \| Sinocalliopteryx gigas \| \| \| \| |
|  |                                                                                     |
|  | Huaxiagnathus orientalis                                                            |
|  |                                                                                     |
|  | Sinocalliopteryx gigas                                                              |
|  |                                                                                     |

|  | Huaxiagnathus orientalis |
|  |                          |
|  | Sinocalliopteryx gigas   |
|  |                          |

|  | Compsognathus longipes                                                                  |
|  |                                                                                         |
|  | \| \| Sinosauropteryx lingyuanensis \| \| \| \| \| \| Sinosauropteryx prima \| \| \| \| |
|  |                                                                                         |
|  | Sinosauropteryx lingyuanensis                                                           |
|  |                                                                                         |
|  | Sinosauropteryx prima                                                                   |
|  |                                                                                         |

|  | Sinosauropteryx lingyuanensis |
|  |                               |
|  | Sinosauropteryx prima         |
|  |                               |

|  | Compsognathus longipes                                                                  |
|  |                                                                                         |
|  | \| \| Sinosauropteryx lingyuanensis \| \| \| \| \| \| Sinosauropteryx prima \| \| \| \| |
|  |                                                                                         |
|  | Sinosauropteryx lingyuanensis                                                           |
|  |                                                                                         |
|  | Sinosauropteryx prima                                                                   |
|  |                                                                                         |

|  | Sinosauropteryx lingyuanensis |
|  |                               |
|  | Sinosauropteryx prima         |
|  |                               |

|  | Compsognathus longipes                                                                  |
|  |                                                                                         |
|  | \| \| Sinosauropteryx lingyuanensis \| \| \| \| \| \| Sinosauropteryx prima \| \| \| \| |
|  |                                                                                         |
|  | Sinosauropteryx lingyuanensis                                                           |
|  |                                                                                         |
|  | Sinosauropteryx prima                                                                   |
|  |                                                                                         |

|  | Sinosauropteryx lingyuanensis |
|  |                               |
|  | Sinosauropteryx prima         |
|  |                               |

|  | Compsognathus longipes                                                                  |
|  |                                                                                         |
|  | \| \| Sinosauropteryx lingyuanensis \| \| \| \| \| \| Sinosauropteryx prima \| \| \| \| |
|  |                                                                                         |
|  | Sinosauropteryx lingyuanensis                                                           |
|  |                                                                                         |
|  | Sinosauropteryx prima                                                                   |
|  |                                                                                         |

|  | Sinosauropteryx lingyuanensis |
|  |                               |
|  | Sinosauropteryx prima         |
|  |                               |

|  | Mirischia asymmetrica                                                               |
|  |                                                                                     |
|  | \| \| Huaxiagnathus orientalis \| \| \| \| \| \| Sinocalliopteryx gigas \| \| \| \| |
|  |                                                                                     |
|  | Huaxiagnathus orientalis                                                            |
|  |                                                                                     |
|  | Sinocalliopteryx gigas                                                              |
|  |                                                                                     |

|  | Huaxiagnathus orientalis |
|  |                          |
|  | Sinocalliopteryx gigas   |
|  |                          |

|  | Compsognathus longipes                                                                  |
|  |                                                                                         |
|  | \| \| Sinosauropteryx lingyuanensis \| \| \| \| \| \| Sinosauropteryx prima \| \| \| \| |
|  |                                                                                         |
|  | Sinosauropteryx lingyuanensis                                                           |
|  |                                                                                         |
|  | Sinosauropteryx prima                                                                   |
|  |                                                                                         |

|  | Sinosauropteryx lingyuanensis |
|  |                               |
|  | Sinosauropteryx prima         |
|  |                               |

|  | Compsognathus longipes                                                                  |
|  |                                                                                         |
|  | \| \| Sinosauropteryx lingyuanensis \| \| \| \| \| \| Sinosauropteryx prima \| \| \| \| |
|  |                                                                                         |
|  | Sinosauropteryx lingyuanensis                                                           |
|  |                                                                                         |
|  | Sinosauropteryx prima                                                                   |
|  |                                                                                         |

|  | Sinosauropteryx lingyuanensis |
|  |                               |
|  | Sinosauropteryx prima         |
|  |                               |

|  | Compsognathus longipes                                                                  |
|  |                                                                                         |
|  | \| \| Sinosauropteryx lingyuanensis \| \| \| \| \| \| Sinosauropteryx prima \| \| \| \| |
|  |                                                                                         |
|  | Sinosauropteryx lingyuanensis                                                           |
|  |                                                                                         |
|  | Sinosauropteryx prima                                                                   |
|  |                                                                                         |

|  | Sinosauropteryx lingyuanensis |
|  |                               |
|  | Sinosauropteryx prima         |
|  |                               |

|  | Compsognathus longipes                                                                  |
|  |                                                                                         |
|  | \| \| Sinosauropteryx lingyuanensis \| \| \| \| \| \| Sinosauropteryx prima \| \| \| \| |
|  |                                                                                         |
|  | Sinosauropteryx lingyuanensis                                                           |
|  |                                                                                         |
|  | Sinosauropteryx prima                                                                   |
|  |                                                                                         |

|  | Sinosauropteryx lingyuanensis |
|  |                               |
|  | Sinosauropteryx prima         |
|  |                               |

|  | \| \| Ornithomimosauria \| \| \| \| \| \| Maniraptora \| \| \| \| |
|  |                                                                   |
|  | Ornithomimosauria                                                 |
|  |                                                                   |
|  | Maniraptora                                                       |
|  |                                                                   |

|  | Ornithomimosauria |
|  |                   |
|  | Maniraptora       |
|  |                   |

|  | Mirischia asymmetrica                                                               |
|  |                                                                                     |
|  | \| \| Huaxiagnathus orientalis \| \| \| \| \| \| Sinocalliopteryx gigas \| \| \| \| |
|  |                                                                                     |
|  | Huaxiagnathus orientalis                                                            |
|  |                                                                                     |
|  | Sinocalliopteryx gigas                                                              |
|  |                                                                                     |

|  | Huaxiagnathus orientalis |
|  |                          |
|  | Sinocalliopteryx gigas   |
|  |                          |

|  | Compsognathus longipes                                                                  |
|  |                                                                                         |
|  | \| \| Sinosauropteryx lingyuanensis \| \| \| \| \| \| Sinosauropteryx prima \| \| \| \| |
|  |                                                                                         |
|  | Sinosauropteryx lingyuanensis                                                           |
|  |                                                                                         |
|  | Sinosauropteryx prima                                                                   |
|  |                                                                                         |

|  | Sinosauropteryx lingyuanensis |
|  |                               |
|  | Sinosauropteryx prima         |
|  |                               |

|  | Compsognathus longipes                                                                  |
|  |                                                                                         |
|  | \| \| Sinosauropteryx lingyuanensis \| \| \| \| \| \| Sinosauropteryx prima \| \| \| \| |
|  |                                                                                         |
|  | Sinosauropteryx lingyuanensis                                                           |
|  |                                                                                         |
|  | Sinosauropteryx prima                                                                   |
|  |                                                                                         |

|  | Sinosauropteryx lingyuanensis |
|  |                               |
|  | Sinosauropteryx prima         |
|  |                               |

|  | Compsognathus longipes                                                                  |
|  |                                                                                         |
|  | \| \| Sinosauropteryx lingyuanensis \| \| \| \| \| \| Sinosauropteryx prima \| \| \| \| |
|  |                                                                                         |
|  | Sinosauropteryx lingyuanensis                                                           |
|  |                                                                                         |
|  | Sinosauropteryx prima                                                                   |
|  |                                                                                         |

|  | Sinosauropteryx lingyuanensis |
|  |                               |
|  | Sinosauropteryx prima         |
|  |                               |

|  | Compsognathus longipes                                                                  |
|  |                                                                                         |
|  | \| \| Sinosauropteryx lingyuanensis \| \| \| \| \| \| Sinosauropteryx prima \| \| \| \| |
|  |                                                                                         |
|  | Sinosauropteryx lingyuanensis                                                           |
|  |                                                                                         |
|  | Sinosauropteryx prima                                                                   |
|  |                                                                                         |

|  | Sinosauropteryx lingyuanensis |
|  |                               |
|  | Sinosauropteryx prima         |
|  |                               |

|  | Mirischia asymmetrica                                                               |
|  |                                                                                     |
|  | \| \| Huaxiagnathus orientalis \| \| \| \| \| \| Sinocalliopteryx gigas \| \| \| \| |
|  |                                                                                     |
|  | Huaxiagnathus orientalis                                                            |
|  |                                                                                     |
|  | Sinocalliopteryx gigas                                                              |
|  |                                                                                     |

|  | Huaxiagnathus orientalis |
|  |                          |
|  | Sinocalliopteryx gigas   |
|  |                          |

|  | Compsognathus longipes                                                                  |
|  |                                                                                         |
|  | \| \| Sinosauropteryx lingyuanensis \| \| \| \| \| \| Sinosauropteryx prima \| \| \| \| |
|  |                                                                                         |
|  | Sinosauropteryx lingyuanensis                                                           |
|  |                                                                                         |
|  | Sinosauropteryx prima                                                                   |
|  |                                                                                         |

|  | Sinosauropteryx lingyuanensis |
|  |                               |
|  | Sinosauropteryx prima         |
|  |                               |

|  | Compsognathus longipes                                                                  |
|  |                                                                                         |
|  | \| \| Sinosauropteryx lingyuanensis \| \| \| \| \| \| Sinosauropteryx prima \| \| \| \| |
|  |                                                                                         |
|  | Sinosauropteryx lingyuanensis                                                           |
|  |                                                                                         |
|  | Sinosauropteryx prima                                                                   |
|  |                                                                                         |

|  | Sinosauropteryx lingyuanensis |
|  |                               |
|  | Sinosauropteryx prima         |
|  |                               |

|  | Compsognathus longipes                                                                  |
|  |                                                                                         |
|  | \| \| Sinosauropteryx lingyuanensis \| \| \| \| \| \| Sinosauropteryx prima \| \| \| \| |
|  |                                                                                         |
|  | Sinosauropteryx lingyuanensis                                                           |
|  |                                                                                         |
|  | Sinosauropteryx prima                                                                   |
|  |                                                                                         |

|  | Sinosauropteryx lingyuanensis |
|  |                               |
|  | Sinosauropteryx prima         |
|  |                               |

|  | Compsognathus longipes                                                                  |
|  |                                                                                         |
|  | \| \| Sinosauropteryx lingyuanensis \| \| \| \| \| \| Sinosauropteryx prima \| \| \| \| |
|  |                                                                                         |
|  | Sinosauropteryx lingyuanensis                                                           |
|  |                                                                                         |
|  | Sinosauropteryx prima                                                                   |
|  |                                                                                         |

|  | Sinosauropteryx lingyuanensis |
|  |                               |
|  | Sinosauropteryx prima         |
|  |                               |

|  | \| \| Ornithomimosauria \| \| \| \| \| \| Maniraptora \| \| \| \| |
|  |                                                                   |
|  | Ornithomimosauria                                                 |
|  |                                                                   |
|  | Maniraptora                                                       |
|  |                                                                   |

|  | Ornithomimosauria |
|  |                   |
|  | Maniraptora       |
|  |                   |

|  | Mirischia asymmetrica                                                               |
|  |                                                                                     |
|  | \| \| Huaxiagnathus orientalis \| \| \| \| \| \| Sinocalliopteryx gigas \| \| \| \| |
|  |                                                                                     |
|  | Huaxiagnathus orientalis                                                            |
|  |                                                                                     |
|  | Sinocalliopteryx gigas                                                              |
|  |                                                                                     |

|  | Huaxiagnathus orientalis |
|  |                          |
|  | Sinocalliopteryx gigas   |
|  |                          |

|  | Compsognathus longipes                                                                  |
|  |                                                                                         |
|  | \| \| Sinosauropteryx lingyuanensis \| \| \| \| \| \| Sinosauropteryx prima \| \| \| \| |
|  |                                                                                         |
|  | Sinosauropteryx lingyuanensis                                                           |
|  |                                                                                         |
|  | Sinosauropteryx prima                                                                   |
|  |                                                                                         |

|  | Sinosauropteryx lingyuanensis |
|  |                               |
|  | Sinosauropteryx prima         |
|  |                               |

|  | Compsognathus longipes                                                                  |
|  |                                                                                         |
|  | \| \| Sinosauropteryx lingyuanensis \| \| \| \| \| \| Sinosauropteryx prima \| \| \| \| |
|  |                                                                                         |
|  | Sinosauropteryx lingyuanensis                                                           |
|  |                                                                                         |
|  | Sinosauropteryx prima                                                                   |
|  |                                                                                         |

|  | Sinosauropteryx lingyuanensis |
|  |                               |
|  | Sinosauropteryx prima         |
|  |                               |

|  | Compsognathus longipes                                                                  |
|  |                                                                                         |
|  | \| \| Sinosauropteryx lingyuanensis \| \| \| \| \| \| Sinosauropteryx prima \| \| \| \| |
|  |                                                                                         |
|  | Sinosauropteryx lingyuanensis                                                           |
|  |                                                                                         |
|  | Sinosauropteryx prima                                                                   |
|  |                                                                                         |

|  | Sinosauropteryx lingyuanensis |
|  |                               |
|  | Sinosauropteryx prima         |
|  |                               |

|  | Compsognathus longipes                                                                  |
|  |                                                                                         |
|  | \| \| Sinosauropteryx lingyuanensis \| \| \| \| \| \| Sinosauropteryx prima \| \| \| \| |
|  |                                                                                         |
|  | Sinosauropteryx lingyuanensis                                                           |
|  |                                                                                         |
|  | Sinosauropteryx prima                                                                   |
|  |                                                                                         |

|  | Sinosauropteryx lingyuanensis |
|  |                               |
|  | Sinosauropteryx prima         |
|  |                               |

|  | Mirischia asymmetrica                                                               |
|  |                                                                                     |
|  | \| \| Huaxiagnathus orientalis \| \| \| \| \| \| Sinocalliopteryx gigas \| \| \| \| |
|  |                                                                                     |
|  | Huaxiagnathus orientalis                                                            |
|  |                                                                                     |
|  | Sinocalliopteryx gigas                                                              |
|  |                                                                                     |

|  | Huaxiagnathus orientalis |
|  |                          |
|  | Sinocalliopteryx gigas   |
|  |                          |

|  | Compsognathus longipes                                                                  |
|  |                                                                                         |
|  | \| \| Sinosauropteryx lingyuanensis \| \| \| \| \| \| Sinosauropteryx prima \| \| \| \| |
|  |                                                                                         |
|  | Sinosauropteryx lingyuanensis                                                           |
|  |                                                                                         |
|  | Sinosauropteryx prima                                                                   |
|  |                                                                                         |

|  | Sinosauropteryx lingyuanensis |
|  |                               |
|  | Sinosauropteryx prima         |
|  |                               |

|  | Compsognathus longipes                                                                  |
|  |                                                                                         |
|  | \| \| Sinosauropteryx lingyuanensis \| \| \| \| \| \| Sinosauropteryx prima \| \| \| \| |
|  |                                                                                         |
|  | Sinosauropteryx lingyuanensis                                                           |
|  |                                                                                         |
|  | Sinosauropteryx prima                                                                   |
|  |                                                                                         |

|  | Sinosauropteryx lingyuanensis |
|  |                               |
|  | Sinosauropteryx prima         |
|  |                               |

|  | Compsognathus longipes                                                                  |
|  |                                                                                         |
|  | \| \| Sinosauropteryx lingyuanensis \| \| \| \| \| \| Sinosauropteryx prima \| \| \| \| |
|  |                                                                                         |
|  | Sinosauropteryx lingyuanensis                                                           |
|  |                                                                                         |
|  | Sinosauropteryx prima                                                                   |
|  |                                                                                         |

|  | Sinosauropteryx lingyuanensis |
|  |                               |
|  | Sinosauropteryx prima         |
|  |                               |

|  | Compsognathus longipes                                                                  |
|  |                                                                                         |
|  | \| \| Sinosauropteryx lingyuanensis \| \| \| \| \| \| Sinosauropteryx prima \| \| \| \| |
|  |                                                                                         |
|  | Sinosauropteryx lingyuanensis                                                           |
|  |                                                                                         |
|  | Sinosauropteryx prima                                                                   |
|  |                                                                                         |

|  | Sinosauropteryx lingyuanensis |
|  |                               |
|  | Sinosauropteryx prima         |
|  |                               |

|  | \| \| Ornithomimosauria \| \| \| \| \| \| Maniraptora \| \| \| \| |
|  |                                                                   |
|  | Ornithomimosauria                                                 |
|  |                                                                   |
|  | Maniraptora                                                       |
|  |                                                                   |

|  | Ornithomimosauria |
|  |                   |
|  | Maniraptora       |
|  |                   |